# Усиљени марш (филм)
Усиљени марш (рус. Марш-бросок) руски је акциони филм из 2003. године о Другом чеченском рату.

## Радња
Младић који је одрастао у дому за незбринуту децу, жели да иде у чеченски рат. Он вјерује да ту и припада и да ће се истаћи у тешким условима. Након обуке, Александар улази у елитне трупе специјалних снага и одлази да доживи тешка искушења која га чекају у рату. Он не мијења своја увјерења и постаје прави херој, који неће никога издати, чак и ако му живот виси о концу и који вјерује у право пријатељство, љубав и част. Након што савлада све тешкоће и научи да преброди бол губитка, проналази своју љубав и дом, гдје ће га неко чекати и гдје се враћа кући из рата…

## Улоге
| Глумац               | Улога            |
| -------------------- | ---------------- |
| Владимир Волга       | Александар Бујда |
| Евгениј Косирев      | Владимир Федотов |
| Олга Чурсина         | Маша Федотова    |
| Федор Смирнов        | Хасан            |
| Александар Балуев    | Генерал Таманов  |
| Александар Фисенко   | Тољан            |
| Виталиј Вишедскиј    | Ледјахин         |
| Михаил Жигалов       | комесар          |
| Сергеј Гармаш        | Федотов отац     |
| Олга Дубовицкаја     | Федотова мајка   |
| Вадим Цалати         | Арби             |
| Александар Карамнов  | Хмилев           |
| Виктор Степанов      | Хромов           |
| Мухтарбек Кантемиров | Старјешина       |
| Марија Шалаева       | Машина другарица |

## Музика
- Рок група Кино — Звјезда по имену Сунце
- Поп дует Тату — Неће нас ухватит
- Џо Сатријани — Ехо
- Артемиј Артемев — саундтрек из филма Фанат